# Middle East Media Research Institute
Middle East Media Research Institute, MEMRI, är en icke-vinstinriktad organisation baserad i USA som översätter utdrag ur arabiska, persiska och turkiska medier. Den grundades 1998 och har sedan dess kostadsfritt sänt översättningar och analyser till journalister, akademiker och politiker.
År 2002 hade organisationen över trettio anställda.

## Verksamhet
I ett äldre måldokument från 2001, tidigare utlagt på webben, sade sig MEMRI vara obundet och politiskt oberoende. MEMRI skrev att det forskar om "kulturella, politiska, sociala och ekonomiska trender" i Mellanöstern samt "politiska och kulturella trender" i Israel. Vidare stod det att "I sin forskning betonar institutet den fortlöpande relevansen av sionism för det judiska folket och staten Israel".  Av de sex medarbetare som nämndes vid namn i det äldre måldokumentet hade minst tre bakgrund i den israeliska försvarsmakten, däribland grundaren Yigal Carmon med bakgrund i den militära underrättelsetjänsten. Värnplikt är obligatoriskt för alla män och kvinnor i Israel.
Medlemmar av MEMRI:s styrelse har inkluderat Elie Wiesel, Donald Rumsfeld, Ehud Barak och Alan Dershowitz.
MEMRI säger sig få dagliga förfrågningar av medlemmar i USA:s säkerhetsetablissemang och politiska kretsar för översättningar av utdrag från media i muslimska länder. Sedan 2007 erbjuder man amerikanska internetleverantörer att anmäla arabiskspråkiga webbplatser de tillhandahåller till MEMRI för "verifikation av att de inte är jihadistiska". Man har även en "Jihad and Terrorism Threat Monitor" där man översätter och analyserar media från muslimska länder för hot från islamistiska terrorister.
År 2012 rapporterade den israeliska dagstidningen Haaretz att landets underrättelsetjänster i stort är beroende av material från MEMRI samt Palestinian Media Watch för information om Israelfientlighet i palestinsk media. Premiärminister Benjamin Netanyahus kontor svarade med att alla källors trovärdighet kontrolleras innan de används.
MEMRI har mött kritik för att påstås ha en politisk agenda i sina översättningar. MEMRI har tillbakavisat denna kritik. MEMRI har också fått stöd av olika skribenter.

## Översättningar
MEMRI översatte 2001 uttalanden av Al-Gamei'a, överhuvud för det Islamiska kulturcentret i New York samt Al-Azhar universitets representant gentemot USA, som ofta deltog i interreligiösa gudstjänster. När han 2001 återvände till Egypten gav Al-Gamei'a en intervju för en Islamisk webbsida i vilken han sa att Israel låg bakom 11 september attacken och "om det blev känt för det amerikanska folket, skulle de göra mot judarna vad Hitler gjorde", och att "[judarna] rider på världsmakterna". MEMRI:s översättning av intervjun citerades senare av New York Times, som hyrt in två oberoende översättare som bekräftade MEMRI:s översättning.

### Översättningsområden
MEMRI kategoriserar sina översättningar och analyser enligt följande:
- Demokratisering i den arabiska och muslimska världen
- Ledande arabiska och muslimska reformister
- Kvinnoämnen
- Minoriteter i Mellanöstern
- Jihad och terrorism
- Al-Qaida
- Talibanerna
- Hizbollah
- Hamas
- Martyrskap
- Studieprojekt Sydasien
- Dokumentationsprojekt antisemitism
- Blodsförtal
- Förintelsen och dess förnekelse
- Koranen och hadithernas antisemitiska myter
- Sions vises protokoll
- Europa och arabiska och muslimska världen
- USA och arabiska och muslimska världen
- Islam och väst
- Interarabiska relationer
- Hjärntvätt av barn
- Spridning av kärnvapen
- Konspirationsteorier